# Lloro calb
El lloro calb (Pyrilia aurantiocephala) és una espècie d'ocell de la família dels psitàcids que habita la selva humida dels Estats brasilers d'Amazones i Pará. Ocell descobert recentment per a la ciència.